# Llandovery Castle
Llandovery Castle (walisisch Castell Llanmyddyfri) ist eine Burgruine in der walisischen Stadt Llandovery in Carmarthenshire. Die als Kulturdenkmal der Kategorie Grade II* klassifizierte und als Scheduled Monument geschützte Ruine hatte wegen ihrer Lage im oberen Tal des Tywi im 12. und 13. Jahrhundert eine hohe strategische Bedeutung und war häufig umkämpft.

## Geschichte
Die Burg wurde als anglonormannische Motte vermutlich zu Beginn des 12. Jahrhunderts von Richard FitzPons, dem Gründer der Familie Clifford errichtet. Richard FitzPons war als Gefolgsmann von Bernard de Neufmarché nach Wales gekommen und durfte nach der Eroberung von Brecon eine eigene kleine Herrschaft im Cantref Bychan gründen. Bereits 1116 wurde die Burg von Gruffydd ap Rhys angegriffen, doch die Angreifer konnten nur die Vorburg niederbrennen, während der walisische Constable der Burg die Motte halten konnte. 1158 wurde die Burg von Rhys ap Gruffydd, dem Fürsten von Deheubarth erobert. Nach einem Feldzug von König Heinrich II. gegen Wales musste er die Burg wieder an Richard FitzPons Sohn Walter de Clifford übergeben, doch 1162 konnte er die Burg erneut erobern. Die Burg blieb nun über 100 Jahre lang im Besitz der Waliser, doch war sie während der Erbfolgekriege nach dem Tod Lord Rhys heftig zwischen Owain ap Gruffydd, Rhys Gryg und Maelgwn ap Rhys umkämpft und wechselte allein zu Beginn des 13. Jahrhunderts innerhalb von vier Jahren fünfmal den Besitzer. Im Abkommen von Aberdyfi 1216 wurde die Burg schließlich Rhys Gryg zugesprochen, der sie 1227 seinem Sohn Rhys Mechyll überlassen musste.
Während des Feldzugs von Eduard I. gegen Wales von 1277 wurde die Burg 1277 von John Giffard erobert, der sie als steinerne Burg ausbaute. Da Giffard gleichzeitig das wesentlich größere Carreg Cennen Castle ausbauen ließ, hatte der Ausbau der kleinen Burg Llandovery für ihn nur eine untergeordnete Bedeutung. 1282 wurde die Burg kurzzeitig von den Walisern während des zweiten Krieges zwischen Eduard I. und Llywelyn ap Gruffydd und 1287 während der Revolte von Rhys ap Maredudd erobert, der den englischen Constable und den Großteil der Besatzung massakrieren ließ. Die Burg konnte jedoch jeweils rasch von den Engländern zurückerobert werden. 1299 fiel sie an die Familie Audley und im 14. Jahrhundert mit der Baronie Cemais an die Familie Touchet. Im 14. Jahrhundert verlor die Burg ihre militärische Bedeutung, doch während der Rebellion von Owain Glyndŵr wurde sie 1401 erneut mit einer Garnison versehen und 1403 vergeblich von Owain Glyndŵr belagert. Im 15. Jahrhundert verfiel die Burg, bis sie schließlich 1532 während einer Revolte niedergebrannt wurde. In den folgenden Jahrhunderten wurde die Ruine als Steinbruch genutzt.
Die Ruine liegt heute unmittelbar am zentralen Parkplatz am südlichen Rand der Stadt Llandovery und ist frei zugänglich.

## Anlage

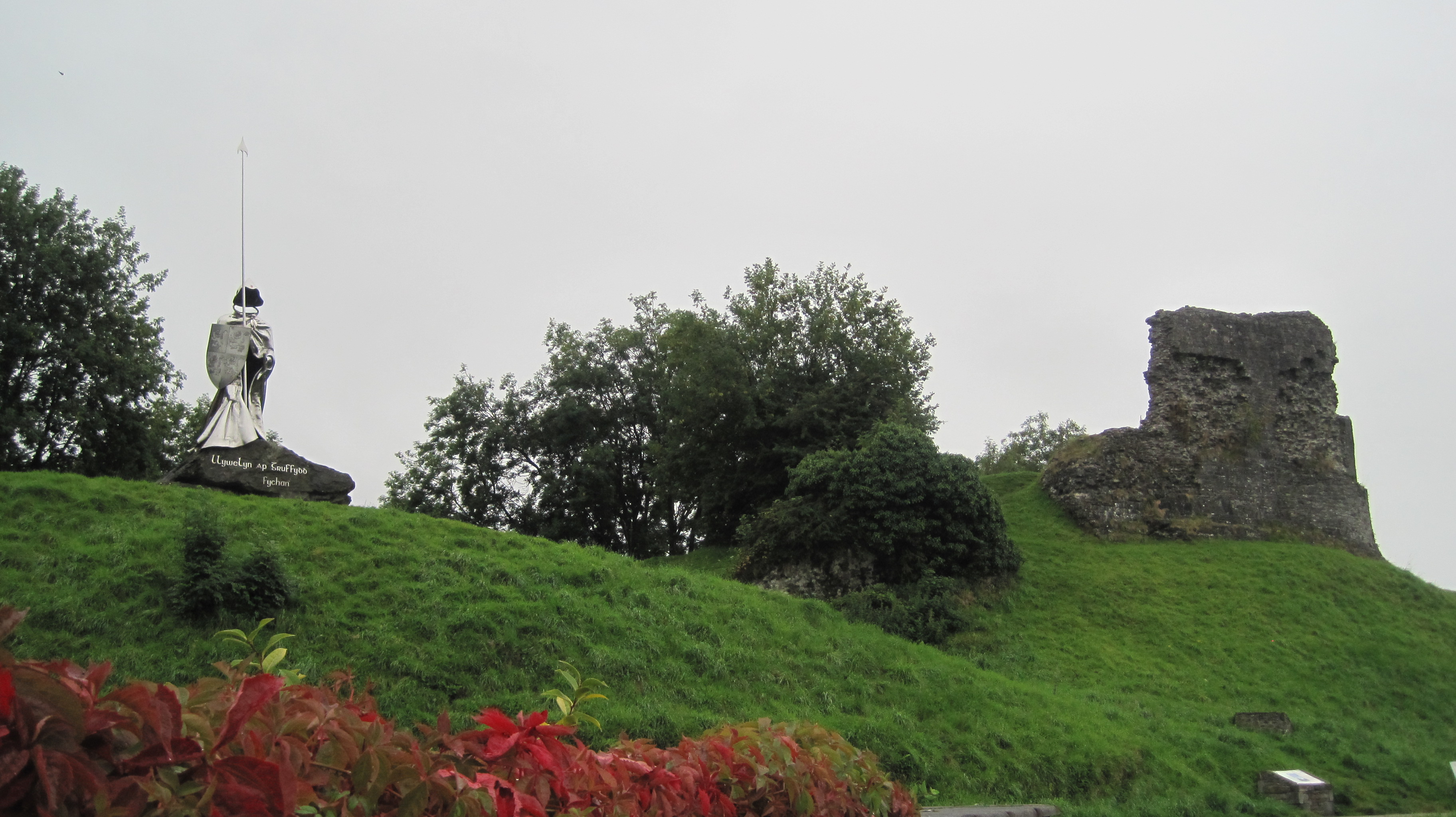
Das Denkmal für Llywelyn ap Gruffudd Fychan vor der Burg

Die Ruine der Burg liegt auf einem strategisch günstigen Gipfel am nördlichen Ufer des Flusses Brân, kurz vor dessen Mündung in den Tywi. Der im 12. Jahrhundert über einem Felsen errichtete Burghügel fällt nach Osten und Westen steil ab; am westlichen Rand seines Gipfels befindet sich die Ruine des D-förmigen Keeps, der nach 1277 errichtet wurde. Der Burghügel war von einer steinernen Ringmauer umgeben, von der nur noch Reste vorhanden sind. Von der nordöstlich des Burghügels gelegenen Vorburg sind nur noch die Ruinen eines doppeltürmigen Tores sowie die Fundamente der Wirtschaftsgebäude erhalten. Die Vorburg war vermutlich nie mit einer steinernen Mauer befestigt, sondern nur mit Wall, Graben und Palisaden. Seit 2001 befindet sich auf dem Gelände der Vorburg ein stählernes Denkmal für Llywelyn ap Gruffudd Fychan. Der walisische Landadlige Llywelyn hatte die Truppen Heinrichs IV. während des Aufstands von Owain Glyndŵr absichtlich in die Irre geführt und so das Entkommen der walisischen Truppen ermöglicht. Heinrich IV. ließ Llywelyn deshalb 1401 vor der Burg als Verräter durch Hängen, Ausweiden und Vierteilen hinrichten.